# Adolf Gutknecht
Adolf Gutknecht (nascido em 12 de setembro de 1891, data da morte desconhecida) foi um ás da aviação da Primeira Guerra Mundial creditado com oito vitórias aéreas.
Adolf Gutknecht nasceu em Badingen, Alemanha, no dia 12 de setembro de 1891. Nos anos anteriores à Primeira Guerra Mundial, ele se juntou ao exército como cadete. No início da guerra, ele fez campanha na França, Bulgária e Macedónia. Ele foi transferido para a aviação como observador aéreo e obteve uma vitória em junho de 1916. Posteriormente, tornou-se piloto, tendo sido condecorado com as duas classes da Cruz de Ferro.
Em 1 de junho de 1918, tornou-se Staffelführer de Jagdstaffel 43. O esquadrão estava equipado com caças Albatros D.III e Albatros D.Va. Ele permaneceria no Aeródromo de Haubourdin até 22 de agosto, altura em que conseguiria as cinco vitórias aéreas que fizeram dele um ás, e também uma vitória não-confirmada. Aqui, também foi promovido a oberleutnant.
Gutknecht alcançou mais três vitórias, permanecendo no comando de Jasta 43 até 2 de novembro de 1918. Ele esteve no hospital a partir de 25 de outubro até o fim da guerra.